# Legeschiene

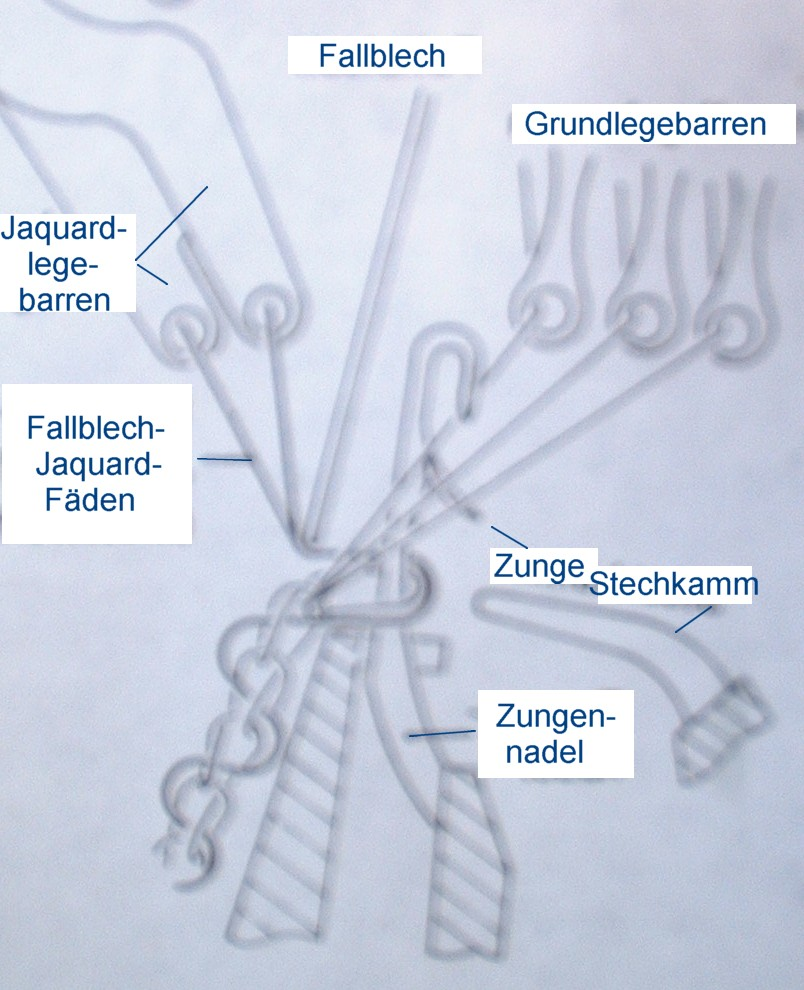
Jaquard-Legebarren einer Raschelmaschine

Eine Legeschiene oder Legebarre ist ein Wirkwerkzeug der Kettenwirkmaschinen.
Legebarren für die Herstellung des Warengrundes sind mit Lochnadeln bestückt, die zum Legen der Musterfäden mit Musterfadenführern.
Mechanisch kann der Versatz der Legebarren sowohl in Kettenwirkautomaten als auch in Raschelmaschinen von Musterscheiben oder von Mustertrommeln mit Kettengliedern ausgeführt werden.
Die Kettfäden werden muster- und bindungsgemäß um die Nadeln geführt. Für jede Kette wird eine Legebarre benötigt.